# 884
884 (DCCCLXXXIV) fue un año bisiesto comenzado en miércoles del calendario juliano, en vigor en aquella fecha.

## Acontecimientos
- En Castilla, fundación de la ciudad de Burgos por el conde Diego Rodríguez "Porcelos", durante el reinado de Alfonso III de Asturias.
- Adriano III sucede a Marino I como papa.

## Fallecimientos
- 15 de mayo - Marino I, papa.

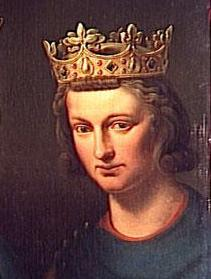
Carlomán II de Francia

- 12 de diciembre - Carlomán II de Francia.